# Bougadoum
Bougadoum è uno dei tre comuni del dipartimento di Amourj, situato nella regione di Hodh-Charghi in Mauritania. Nel censimento della popolazione del 2000 contava 29.045 abitanti.